# Tel Shimron
Tel Shimron (hebreiska: תל שמרון) är en kulle i Israel.   Den ligger i distriktet Norra distriktet, i den norra delen av landet. Toppen på Tel Shimron är 188 meter över havet.
Terrängen runt Tel Shimron är platt åt nordväst, men åt sydost är den kuperad.Runt Tel Shimron är det ganska tätbefolkat, med 80 invånare per kvadratkilometer. Närmaste större samhälle är Migdal Ha‘Emeq, 4,0 km sydost om Tel Shimron. Trakten runt Tel Shimron består till största delen av jordbruksmark.